# Бранислава Јевтовић
Бранислава Јевтовић (Суботица, 1957) српска је књижевница.

## Биографија
Рођена је у Суботици, 1957. године. Дипломирала је на одсеку Опште књижевности и теорије књижевности на Филолошком факултету у Београду. Шест-седам година писала је књижевне (и ликовне) критичке есеје и објављивала их по књижевној периодици, а онда се окренула чистој есејистици.
Живи у Београду као „слободан уметник“.

## Објављене књиге
- Јанусов расадник, збирка изабраних критичких есеја („Независна издања Слободана Машића“, Београд, 1990)
- Дедал међу стварима, књига есеја и малих прича о сликарству Велизара Крстића („Заједница књижевника Панчева“, Панчево, 1996)
- Енергија слике, књига есеја и малих прича о сликарству Милоша Шобајића (КОНРАС, Београд, 2001)
- Екоова укрштеницу, књига-дијалог са идејном мрежом романа Фукоово клатно Умберта Ека („Балканска гноза“, Београд, 2003)
- У гротескном позоришту Богдана Кршића, књигу есеја и малих прича о графикама-цртежима-теракоти Богдана Кршића („Војноиздавачки завод“, Београд, 2004)
- Пантомимика апсурдне слике, књига есеја, драма и прича о сликарству Александра Луковића-Лукијана (КОНРАС, Београд, 2007)[1]
- Ликовне шаренице, књига есеја и малих прича (у коауторству са Вером Станисављевић) о сликарству Петра Станисављевића-Пјера (Самиздат, Београд, 2009)
- Приче са штафелаја, књига малих, клин-прича о сликама/скулптурама шесторо српских уметника кичице („Књижевно друштво Свети Сава“, Београд, 2013)
- Христинин свитак, космичка драма („Књижевно друштво Свети Сава“, Београд, 2015)
- Мартин, стишњени, псеудо-апсурдна љубавна поема („Књижевно друштво Свети Сава“, Београд, 2015)